# Дрімлюга філіпінський
Дрімлюга філіпінський (Caprimulgus manillensis) — вид дрімлюгоподібних птахів родини дрімлюгових (Caprimulgidae). Ендемік Філіппін.

## Поширення і екологія
Філіпінські дрімлюги мешкають на більшості островів Філіппінського архіпелагу, за винятком Палавану. Вони живуть у вологих рівнинних і гірських тропічних лісах, в мангрових лісах та в сухих чагарникових заростях. Зустрічаються на висоті до 2000 м над рівнем моря. Живляться комахами, яких ловлять в польоті.